# Kirche Lüskow

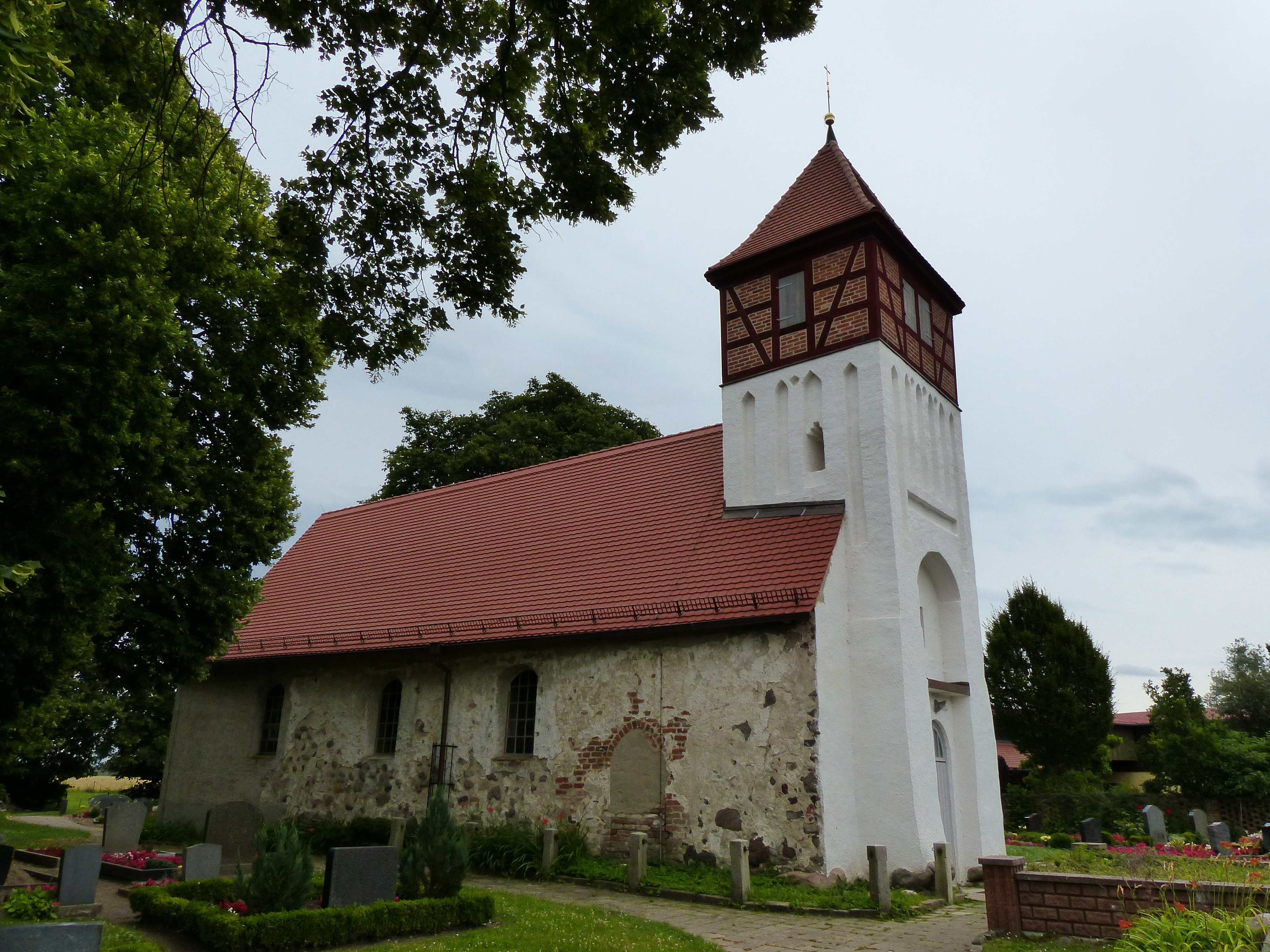
Kirche Lüskow

Die Kirche Lüskow ist ein aus dem 14. Jahrhundert stammendes Kirchengebäude im Ortsteil Lüskow der Gemeinde Butzow.
Der rechteckige, im Kern spätmittelalterliche, verputzte Bau, wurde aus Feldstein und Backstein errichtet. Im Westen wurde 1709 ein stark eingezogener Kirchturm mit Portal in hoher rundbogiger Nische errichtet. Dessen Oberteil ist durch Blenden gegliedert, darüber befinden sich ein Fachwerkaufsatz und ein Pyramidendach. 1931 wurde die Kirche um eine Achse nach Osten erweitert und die Fenster wurden verändert.
Zur Ausstattung des flachgedeckten Innenraums gehören ein Kruzifix aus der Zeit um 1500 sowie das Gestühl und die Empore, unter der die Winterkirche eingerichtet ist, die aus dem 18. Jahrhundert stammt. Die Kirche besitzt eine Orgel. Die einzige Glocke stammt aus dem Jahr 1878. Der Altar wurde wohl im 17. Jahrhundert gefertigt, wie auch die Kanzel mit gewundenen Säulchen mit Masken am Aufgang, in den Brüstungsfeldern sind Gemälde der Evangelisten zu sehen.
Die Kirche zu Lüskow gehört zur Evangelischen Kirchengemeinde Teterin-Lüskow in der Propstei Pasewalk im Pommerschen Evangelischen Kirchenkreis der Evangelisch-Lutherischen Kirche in Norddeutschland. Bis 2012 gehörte sie zum Kirchenkreis Greifswald der Pommerschen Evangelischen Kirche.